# Abisares
Abisares är ett släkte av insekter. Abisares ingår i familjen gräshoppor.
Kladogram enligt Catalogue of Life:
| Abisares | \| \| Abisares depressus \| \| \| \| \| \| Abisares viridipennis \| \| \| \| |
|          | \| \| Abisares depressus \| \| \| \| \| \| Abisares viridipennis \| \| \| \| |
|          | Abisares depressus                                                           |
|          |                                                                              |
|          | Abisares viridipennis                                                        |
|          |                                                                              |

## Bildgalleri

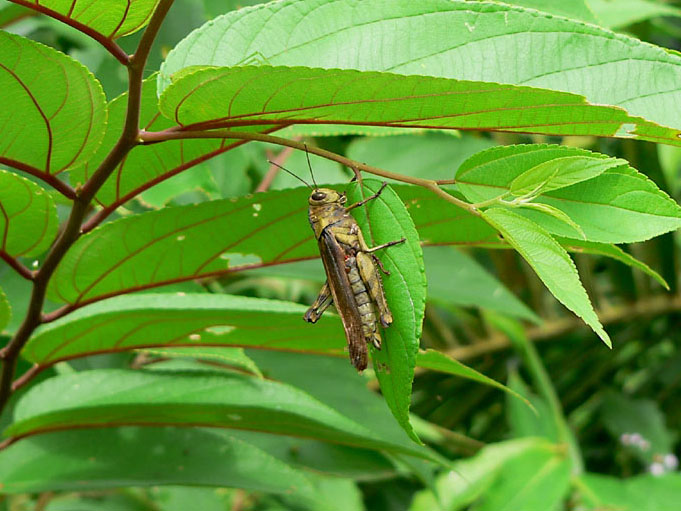